# Stefanie Schuster
Stefanie Schuster (* 19. April 1969 in Oberstdorf, Deutschland) ist eine ehemalige österreichische Skirennläuferin aus Riezlern, Vorarlberg.
Schuster gehörte in den 1990er Jahren zu den erfolgreichsten Allrounderinnen. In allen Disziplinen vermochte sie sich unter den besten 10 zu klassieren. Als Speedspezialistin erreichte sie Podestplätze im Super-G und in der Abfahrt. Des Weiteren erreichte sie vierte Plätze in der Alpinen Kombination und im Riesenslalom.
Den größten Erfolg feierte sie bei den Weltmeisterschaften 1999 in Vail. Hinter ihren Teamkolleginnen Renate Götschl und Michaela Dorfmeister gewann sie in der Abfahrt die Bronzemedaille. Bei den Olympischen Winterspielen 1998 in Nagano verpasste sie als Vierte in der Kombination nur knapp eine Medaille.
Nach den Olympischen Winterspielen 2002 in Salt Lake City erklärte sie ihren Rücktritt.

## Erfolge

### Olympische Spiele
- Lillehammer 1994: 30. Super-G
- Nagano 1998: 4. Kombination, 9. Super-G, 15. Abfahrt, 15. Riesenslalom

### Weltmeisterschaften
- Morioka 1993: 6. Kombination, 17. Super-G, 19. Abfahrt
- Sestriere 1997: 13. Abfahrt, 19. Super-G
- Vail/Beaver Creek 1999: 3. Abfahrt
- St. Anton 2001: 6. Kombination

### Weltcup
- 3. Platz in der Abfahrt in Bad Kleinkirchheim am 11. Jänner 1997
- 3. Platz in der Abfahrt in Åre am 19. Februar 2000
- 3. Platz im Super-G in St. Moritz am 22. Dezember 2001

### Österreichische Meisterschaften
- 4-fache österreichische Staatsmeisterin (Riesenslalom 1996, Kombination 1998 und 2001, Abfahrt 2001)